# 伯尔拉德
伯尔拉德是位于罗马尼亚瓦斯卢伊县伯尔拉德河畔的一座城市。